# Idiasta paramartima
Idiasta paramartima är en stekelart som beskrevs av Konigsmann 1960. Idiasta paramartima ingår i släktet Idiasta och familjen bracksteklar. Inga underarter finns listade i Catalogue of Life.